# Бойните маршове на България
„Бойните маршове на България“ е български документален филм на режисьора Любомир Халачев от 2016 г.
Филмът представя песните на Българското възраждане, изпълнявани от българските полкове по фронтовете на Сръбско-българската, Балканската, Междусъюзническата, Първата и Втората световна война.
Прожектиран е по време на XXI Международен София Филм Фест.